# The Committee (pel·lícula)
The Committee (en català, El Comitè) és un pel·lícula britànica independent en blanc i negre de cinema negre de l'any 1968. La banda sonora original va ser composta específicament per a la pel·lícula per part dels britànics Pink Floyd, i també van incloure la cançó Nightmare d'Arthur Brown ".

## Trama
La pel·lícula tracta sobre un home (Paul Jones) qui no té nom. La pel·lícula comença amb el personatge central en un cotxe amb un home (Tom Kempinski) que l’acaba de recollir. La víctima parla amb ell, però no està interessat. La víctima decideix estirar-se perquè no li agrada el so del motor. Mentre mira sota el capó del cotxe, el personatge central li xoca el capot diverses vegades al cap, decapitant-lo en el procés. El personatge central acaba cosint el cap i la víctima es desperta. El personatge central li diu que no vol conduir més aquell dia i marxa sense ell.
Uns anys més tard, el personatge central és cridat a formar part d’un comitè, grups que suposadament mantenen el sistema en funcionament, però realment no fan gairebé res. El comitè està format per 300 persones que es reuneixen en una finca rústica, on hi ha natació, tenis i canotatge en horari no laboral, i un ball amb una banda en viu un vespre. L'home se sent paranoic que el comitè fos cridat a causa d'ell i topa amb la víctima mentre hi és, que sembla que no el recordi.
El personatge central parla d'això amb un home que figura com a "El director del comitè" (Robert Langdon Lloyd) als crèdits. Aquesta conversa dura la durada de la pel·lícula i inclou la major part de la música que Pink Floyd va escriure per a la pel·lícula. Al final del cap de setmana del comitè, mentre l'home fa la sortida de l'hotel, es troba amb una jove a qui ajuda a dur les maletes. Ella li ofereix un ascensor i se'n van. Ella li pregunta si juga a bridge, però ell no li respon.

## Repartiment
- Arthur Brown com a ell mateix
- Jimmy Gardner com a Cap
- Paul Jones com a personatge central
- Tom Kempinski com aVíctima
- Robert Langdon Lloyd com a Director de Comitè (com a Robert Lloyd)
- Pauline Munro com a Noia

## Banda sonora
1. The Committee (Part 1 enrere versió) – 0:36
2. The Committee (Part 1) – 0:36
3. El Comitè (Part 2) – 1:09
4. The Committee (Part 3) – 2:56
5. The Committee (Part 4) – 1:24
6. The Committee (Part 5) – 2:06
7. The Committee (Part 6) – 0:50
8. The Committee (Part 7) – 2:38
9. The Committee (Part 8) – 3:30

Els títols agafats del bootleg 'A Tree Full of Secrets. "The Committee (Part 1 enrere versió)" és l'enregistrament original, el qual va ser invertit per la pel·lícula. "The Committee (Part 7)" és un enregistrament primerenc de "Careful with That Axe, Eugene". La banda sonora és també en altre bootlegs que és només anomenat The Comitte. També té dues altres pistes en la pel·lícula per Arthur Brown va anomenar "Fire" i "Prelude-Nightmare".

## Alliberament
The Committee només s'ha publicat una vegada en DVD i Blu-ray, com a part de la caixa de Pink Floyd de 2016 The Early Years 1965-1972.